# Clérey (Aube)
Clérey és un municipi francès al departament de l'Aube (regió de Gran Est). L'any 2007 tenia 1.104 habitants.

## Història
Clérey formava part del senyoriu de Chappes el 1397, Pere II d'Aumont uní els dos feus que, consegüentment, passaren a formar part del de L'Isles. Els senyors tenien "a Clery espai per tenir un castell i una casa molt ferma prop de l'església i els fossats" segons una descripció de Jean V i Ferri.
Hi havia diversos molins, dos grans molins paperers a La Vacherie, però també el Moulin à Crot, un molí paperer, un molí de batà i una serradora hidràulica, cadascun amb una casa. Estan documentats fins al 1766 i és plausible que treballessin per als fabricants de paper Debure, Goualt i Nivelle.
Els anys 1756 i 1769 el Sena patí importants inundacions que en canviaren el curs; les obres per contenir-les van començar el 1770.
La confecció de mitges es va introduir el 1782 i cinc anys més tard cinc telers donaven feina a vint persones.
Courcelles fou un antic feu que incloïa un llogaret, un castell, un molí i una teuleria; va estar en part sota Chappes i Villebertin. El 1367 el molí i els drets sobre el curs del Sena eren propietat de Villebertin. Els primers senyors coneguts daten d'abans del 1250, data de la mort de Thierri de Courcelles. Se l'esmenta com a propietari  d'una casa, que va esdevenir la que s'esmenta el 1537. Després consten dos graners, estable, corrals, premsa, celler, colomar, tot tancat per rases. ; el 1543 també s'esmenta un pont llevadís. L'any 1686 s'esmenta l'existència d'una capella. Fou destruït per un incendi el 1939.

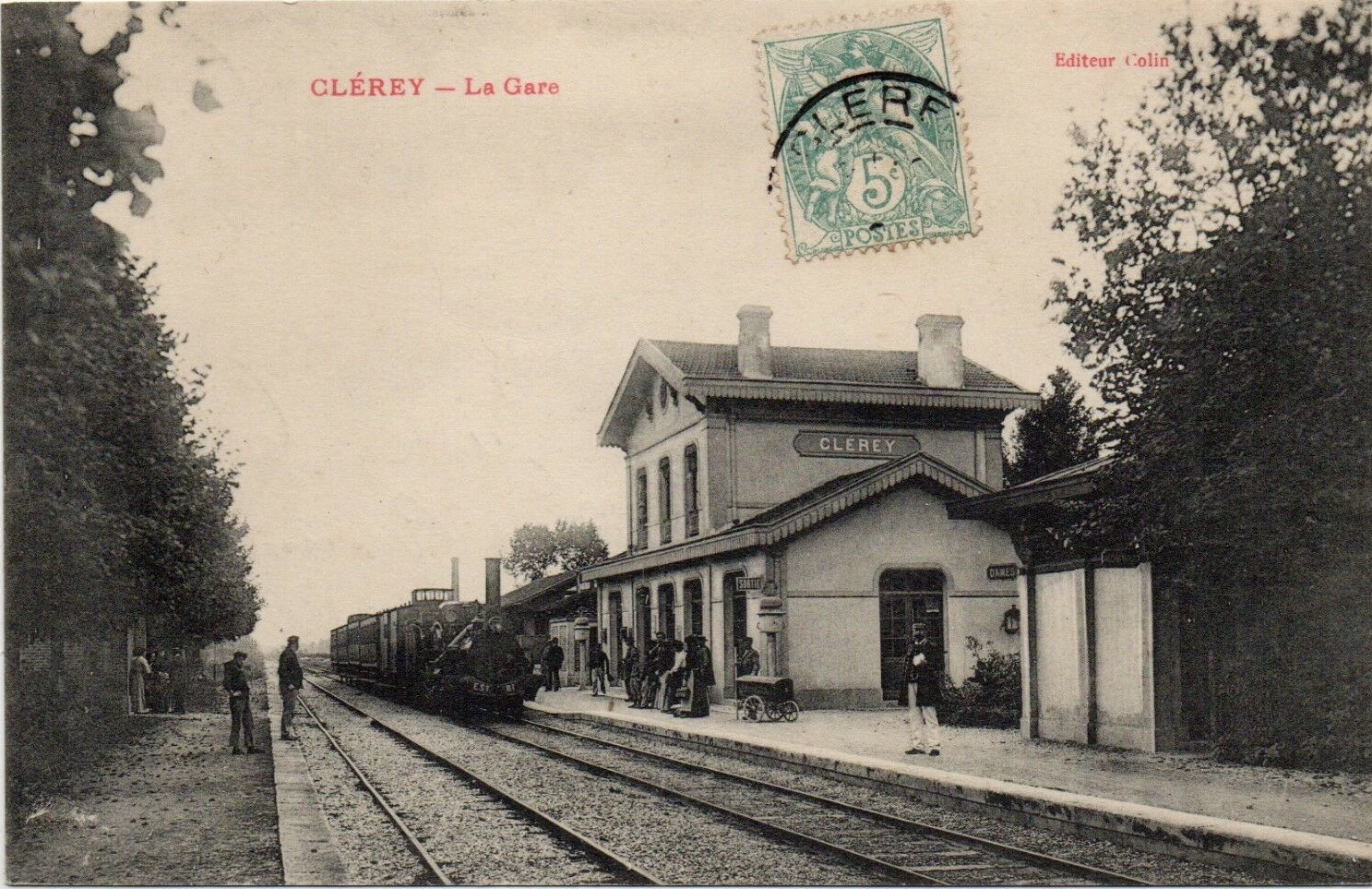
Estació de Clérey amb un tren fent-hi parada cap al 1910.

## Demografia

### Població
El 2007 la població de fet de Clérey era de 1.104 persones. Hi havia 406 famílies de les quals 75 eren unipersonals (42 homes vivint sols i 33 dones vivint soles), 134 parelles sense fills, 159 parelles amb fills i 38 famílies monoparentals amb fills.
La població ha evolucionat segons el següent gràfic:

### Habitatges
El 2007 hi havia 468 habitatges, 410 eren l'habitatge principal de la família, 35 eren segones residències i 24 estaven desocupats. 448 eren cases i 4 eren apartaments. Dels 410 habitatges principals, 345 estaven ocupats pels seus propietaris, 46 estaven llogats i ocupats pels llogaters i 19 estaven cedits a títol gratuït; 6 tenien una cambra, 22 en tenien dues, 55 en tenien tres, 116 en tenien quatre i 210 en tenien cinc o més. 311 habitatges disposaven pel capbaix d'una plaça de pàrquing. A 156 habitatges hi havia un automòbil i a 226 n'hi havia dos o més.

### Piràmide de població
La piràmide de població per edats i sexe el 2009 era:
| Homes | Edats   | Dones |
| ----- | ------- | ----- |
| 4     | 95 o +  | 0     |
| 4     | 90 a 94 | 0     |
| 4     | 85 a 89 | 4     |
| 8     | 80 a 84 | 20    |
| 4     | 75 a 79 | 4     |
| 20    | 70 a 74 | 36    |
| 40    | 65 a 69 | 20    |
| 24    | 60 a 64 | 20    |
| 20    | 55 a 59 | 20    |
| 36    | 50 a 54 | 32    |
| 56    | 45 a 49 | 36    |
| 44    | 40 a 44 | 76    |
| 36    | 35 a 39 | 20    |
| 20    | 30 a 34 | 16    |
| 36    | 25 a 29 | 12    |
| 12    | 20 a 24 | 12    |
| 56    | 15 a 19 | 28    |
| 24    | 10 a 14 | 40    |
| 44    | 5 a 9   | 16    |
| 28    | 0 a 4   | 20    |

## Economia
El 2007 la població en edat de treballar era de 701 persones, 506 eren actives i 195 eren inactives. De les 506 persones actives 459 estaven ocupades (259 homes i 200 dones) i 47 estaven aturades (18 homes i 29 dones). De les 195 persones inactives 65 estaven jubilades, 62 estaven estudiant i 68 estaven classificades com a «altres inactius».

### Ingressos
El 2009 a Clérey hi havia 401 unitats fiscals que integraven 1.079,5 persones, la mediana anual d'ingressos fiscals per persona era de 18.531 €.

### Activitats econòmiques
Dels 48 establiments que hi havia el 2007, 1 era d'una empresa extractiva, 1 d'una empresa alimentària, 2 d'empreses de fabricació d'altres productes industrials, 11 d'empreses de construcció, 10 d'empreses de comerç i reparació d'automòbils, 4 d'empreses de transport, 3 d'empreses d'hostatgeria i restauració, 3 d'empreses immobiliàries, 5 d'empreses de serveis, 2 d'entitats de l'administració pública i 6 d'empreses classificades com a «altres activitats de serveis».
Dels 17 establiments de servei als particulars que hi havia el 2009, 2 eren tallers de reparació d'automòbils i de material agrícola, 2 paletes, 4 guixaires pintors, 2 fusteries, 3 lampisteries, 1 perruqueria, 1 veterinari, 1 restaurant i 1 saló de bellesa.
Dels 3 establiments comercials que hi havia el 2009, 1 era una botiga de més de 120 m², 1 una botiga de menys de 120 m² i 1 una sabateria.
L'any 2000 a Clérey hi havia 10 explotacions agrícoles que ocupaven un total de 525 hectàrees.

## Equipaments sanitaris i escolars
El 2009 hi havia 1 escola maternal i 1 escola elemental.

## Poblacions properes
El següent diagrama mostra les poblacions més properes.